# Kangnam Corporation
Kangnam Corporation est une entreprise de construction navale dont le siège social est situé à Pusan en Corée du Sud,,,.
Kangnam Corporation fait partie du groupe Kangnam qui comporte neuf sociétés affiliées, représentant des acteurs bien établis dans les domaines des matériaux composites (carbone et fibre de verre) et des résines synthétiques, ainsi que dans les secteurs de l’automobile, de la marine et de la construction. De ce fait, le chantier naval peut s’appuyer sur l’expertise et les capacités du groupe pour proposer à ses clients une technologie de pointe avec une grande compétitivité en termes de coûts de production,,.
La spécialité de Kangnam Corporation est la construction navale en FRP (Fiber Reinforced Plastic, en français : plastique renforcé de fibres) dans laquelle elle a développé une technologie de pointe. Elle fabrique diverses plates-formes et sous-systèmes pour les navires de lutte contre les mines, dragueurs de mines et chasseurs de mines (KMSH). Kangnam Corporation construit également des patrouilleurs à grande vitesse. Plus de 1000 navires de ce type opèrent dans la marine et la police maritime sud-coréennes,,.
En tant qu’entreprise leader dans la construction navale en PRV, Kangnam Corporation a été désignée en tant qu’entreprise reconnue comme fournisseur officiel par le Ministère de la Défense nationale sud-coréen depuis 1975. Kangnam Corporation travaille en étroite collaboration avec la marine de la république de Corée et d’autres organisations de recherche sur la défense dans la conception, le développement et la mise à niveau des navires de lutte contre les mines (MCMV),,. Elle fournit aussi à la marine, l’armée et diverses sociétés maritimes toutes sortes de patrouilleurs rapides, de bateaux pneumatiques semi-rigides (RIB) et de canots de sauvetage. Kangnam Corporation fabrique divers types de bateaux d’attaque rapide et de patrouilleurs pour les garde-côtes sud-coréens et la police maritime. Kangnam Corporation fabrique aussi des navires d'attaque rapide en aluminium, ainsi que des navires en acier dans les catégories patrouilleur, remorqueur et barge,,.
La division des structures en acier a été créée en 1995. Elle assure la construction d’une variété de structures de navires et d’équipements en acier (panneaux d’écoutilles, ponts pour voitures, etc.). Elle a une capacité de production de 50 000 tonnes par an,,.
Kangnam Corporation dispose d’une division de réparation navale capable de réparer 150 navires par an. Celle-ci dispose d’infrastructures modernes, avec 7 cales sèches et les équipements connexes,,.
Kangnam Corporation a assuré la construction du plus grand et plus puissant dragueur de mines (MCMV) au monde, actuellement en service dans la marine sud-coréenne. Kangnam Corporation travaille actuellement sur la prochaine génération de dragueurs de mines,,.
Cependant, la société rencontre aussi parfois des échecs. En mai 2014, la première importation majeure de matériel de défense de l’Inde en provenance d’Asie de l'Est a été menacée après que le ministère de la Défense indien a signalé des irrégularités dans un accord de 2300 crores de roupies pour l’achat de huit navires de lutte contre les mines à Kangnam Corporation. Le ministère de la défense a constaté que le chantier naval sud-coréen avait peut-être engagé des intermédiaires pour faciliter l’obtention du contrat. Or il est interdit de faire appel à des intermédiaires dans les contrats de défense. En janvier 2018, l’Inde a mis fin à un contrat de 5 milliards de dollars pour construire localement une douzaine de dragueurs de mines en collaboration technique avec Kangnam Corporation, en raison de coûts élevés et de problèmes de conformité,,.

## Types de navires fabriqués

### Militaires
- Bateau d’attaque rapide en aluminium
- Navire de police des pêches en FRP
- Patrouilleur à grande vitesse de 10 m en FRP
- Patrouilleur côtier de 16 m en FRP
- Patrouilleur côtier de 20 m en FRP
- Patrouilleur côtier de 25 m en FRP
- Patrouilleur côtier de 26 mètres en FRP
- Patrouilleur côtier de 28 m en acier
- Patrouilleur côtier de 500 tonnes en acier[6]
- Patrouilleurs de classe Tae Geuk[11]
- Chasseur / dragueur de mines en FRP[6]
- Chasseurs de mines de classe Ganggyeong[12],[13]
- Dragueurs de mines de classe Yangyang[14]
- Dragueurs de mines de type Mine Counter Measure Vehicle (MCMV) pour l’Inde (contrat annulé)

### Civils
- Car-ferry en FRP
- Catamaran en FRP
- Bateau de sauvetage de 18 m en FRP
- Bateau utilitaire à grande vitesse de 22 m en FRP
- Barge en acier
- Remorqueur en acier[6]
- Le ferry-boat de 72 mètres Korea Pride[15],[16]